# Вадада
«Вадада» (англ. Wadadah Football Club) — ямайський футбольний клуб з міста Монтего-Бей, який виступає в другому дивізіоні чемпіонаті Ямайки, Західна конференція Суперліги.

## Історія
Заснований у 1983 році в місті Монтего-Бей, у тому ж році команда у другому дивізіоні Ліги Сент-Джеймса, за підсумком якого стала чемпіоном та вимйшла у Дивізіон I (на той час — вищий дивізіон чемпіонату Ямайки). Назва клубу перекладається як «Мир та любов». Дворазовий чемпіон країни. У сезоні 2006/07 років «Вадада» посів 11-е місце й вилетів до другого дивізіону чемпіонату Ямайки.

## Досягнення
- Національна Прем'єр-ліга Ямайки
  -  Чемпіон (2): 1987/88, 1991/92

- Другий дивізіон Сент-Джеймс
  -  Чемпіон (1): 1982/83

- Кубок Ямайки
  -  Фіналіст (2): 2000, 2001

## Відомі гравці
- Даррант Браун
- Воррен Барретт
- Донован Рікеттс